# Nelson Nicoliello
Nelson Nicoliello Carmona (22 de diciembre de 1919 - 15 de abril de 2000) fue un magistrado uruguayo, ministro de la Suprema Corte de Justicia de su país entre 1985 y 1989. 

## Biografía
Graduado como abogado en diciembre de 1947, en junio de 1948 ingresó al Poder Judicial como Juez de Paz en el departamento de Flores. Posteriormente fue juez de paz en los departamentos de Canelones y Montevideo. En diciembre de 1959 fue nombrado Juez Letrado en el departamento de Cerro Largo. Se desempeñó luego como juez letrado en Maldonado y Canelones.
Desde febrero de 1965 fue Juez en materia laboral en la capital del país. En abril de 1967 pasó a ser juez en lo civil, puesto en el que permaneció durante varios años. En noviembre de 1978 fue trasladado al cargo de juez de menores, y poco tiempo después destituido de la magistratura judicial por la dictadura militar entonces imperante en el país.
Tras la restauración de la democracia, el 15 de mayo de 1985 fue designado por la Asamblea General como ministro de la Suprema Corte de Justicia, órgano máximo del Poder Judicial uruguayo. 
Durante su periodo en el cargo le correspondió fallar sobre uno de los temas más divisivos de la historia reciente en el Uruguay, la Ley de Caducidad; con su voto afirmó que la ley era constitucional.
Desempeñó la presidencia de la Corte durante el año 1989. Cesó en su cargo en diciembre de ese mismo año, al cumplir los 70 años de edad, establecidos en la Constitución uruguaya como la edad límite para el ejercicio de funciones judiciales.
Fue docente en la Facultad de Derecho de la Universidad de la República y de la Univerisidad Católica "Dámaso A. Larrañaga". Escribió numerosos libros y artículos sobre temas jurídicos, fundamentalmente sobre derecho civil y derecho laboral, así como un "Diccionario del Latín Jurídico".